# Ô... Coitado!
Ô… Coitado! foi um sitcom produzido e exibido pelo SBT entre 4 de março de 1999 e 27 de dezembro de 2000. A atração teve três temporadas, sendo a primeira dirigida por Guto Franco e a última pelo mineiro Rodrigo Campos. Era protagonizado por Gorete Milagres, interpretando Filomena, o nome do programa é uma referência ao famoso bordão da personagem.

## Produção
O programa era exibido nas quintas-feiras às 22h30, após o Programa do Ratinho. Porém concorrendo no mesmo horário de Linha Direta (22h10 na Globo) e Leão Livre (21h na Record). Em 2000, Gorete Milagres anunciou que poderia sair do SBT e até chegou a ser contratada pela Rede Globo por ser umas das revelações do humor brasileiro em 1999. Mas nos últimos dias de ser contratada, ela rompeu o contrato e preferiu ficar no SBT. Gorete Milagres foi para a Rede Record em 2007 para fazer a novela Amor e Intrigas, como Jacira. Em 2009 foi escalada para fazer a novela Promessas de Amor, como Renata.

## Enredo
Primeira temporada
Seguindo o modelo das comédias de situação americanas, Oh, Coitado! mostra, o dia a dia de um decadente cantor de boleros, Steve Formoso (Moacyr) e sua empregada Filó (Gorete). Steve se esforça para manter a pose, mora em um casarão caindo aos pedaços e está atolado em dívidas. Mulher, amigos e fãs lhe deram as costas. Eis que chega uma empregada, direto do interior de Minas, que promove uma virada em sua vida. Filó será sua conselheira, uma espécie de faz-tudo.
Segunda temporada
Com a saída do ator Moacyr Franco do elenco, Ô Coitado passa por um período de transição, que inicia com o episódio Filó Vai a Luta, exibido em agosto de 1999, no qual a personagem Filomena fica sabendo que o seu antigo patrão abandonou a casa e passa a se virar como pode, inicialmente faz broinhas de rapadura e começa a vender na rua. Nos episódios seguintes, a personagem passa por outras situações inusitadas. No episódio, Diarista de Artista, ela faz faxina na casa do cantor Jair Rodrigues, em outro momento, no episódio Central Tietê, gravado na Rodoviária de São Paulo, ela tenta embarcar com o seu galo de estimação, Marco do Gerson, em uma viagem para Minas Gerais. No meio da temporada, a sua antiga casa é vendida para um casal que transforma o local em dois restaurantes, sendo um lado de comida mineira e do outro francês. Nessa fase, o programa passa a ser dirigido por Rodrigo Campos.
Terceira temporada
A terceira fase do Ô Coitado!, estreou em 6 de abril de 2000, totalmente reformulado. A personagem Filomena passa a trabalhar em um apartamento de uma família. Além disso, Gorete Milagres interpreta outros personagens, como a atriz Marlete Villares e a radialista Zulurdes. A nova patroa da Filó, Dona Cláudia, foi interpretada pela atriz Mara Manzan, mãe dos filhos Rick e Tábata.

## Reprises
Depois de quase oito anos fora do ar, em 2009, o programa volta interinamente para a grade de programação do SBT. Com a saída do vespertino Olha Você, entraram o sitcom e o reality Nada Além da Verdade, em 30 de março de 2009. A série alcançou 5 pontos, aumentando consideravelmente a audiência que girava em torno de 2 pontos. A reprise terminou em 1º de maio de 2009 com o episódio "Diarista de Artista", com participação especial de Jair Rodrigues e família. Também contou com a personagem de Gorete Milagres, Zulurdes com o "piloto Zu Flash". A série passou a ser reapresentada a partir de 28 de março de 2014, dentro do programa Quem Não Viu, Vai Ver. Inicialmente, o programa era exibido somente às sextas-feiras. Na terceira semana, passou a ser exibido também nas quintas-feiras. A partir da quarta semana, passou a ser exibido de segunda a sexta-feira. Não foi exibido o episódio piloto da série, em função de sua longa duração. A reprise terminou no dia 16 de maio, dando lugar a reprise da série Meu Cunhado que iniciou no dia 19 de maio. Voltou a ser reprisada no dia 11 de fevereiro de 2018 no programa Quem Não Viu Vai Ver. A partir de março de 2018, a série passou a ser reprisada no SBT Internacional.
Vinha sendo reprisada de 04 de abril a 19 de agosto de 2022, nas madrugadas depois do Operação Mesquita dentro da faixa Quem Não Viu, Vai Ver, logo depois de A Escolinha do Golias.

## Elenco
| Ator/Atriz        | Personagem                                    | Temporadas | Temporadas | Temporadas |
| Ator/Atriz        | Personagem                                    | 1ª         | 2ª         | 3ª         |
| ----------------- | --------------------------------------------- | ---------- | ---------- | ---------- |
| Gorete Milagres   | Filomena Maria de Jesus (Filó)                |            |            |            |
| Moacyr Franco     | Steve Formoso                                 |            |            |            |
| Ronaldo Ciambroni | Pierre                                        |            |            |            |
| Zezeh Barbosa     | Genoveva                                      |            |            |            |
| Noemi Gerbelli    | Geracia                                       |            |            |            |
| Mara Manzan       | Cláudia Albuquerque de Pamplona Lins          |            |            |            |
| Turíbio Ruiz      | Ubiratan Albuquerque de Pamplona Lins (Bira)  |            |            |            |
| Márcia Real       | Heliodora Albuquerque de Pamplona Lins (Lili) |            |            |            |
| Lugui Palhares    | Ricardo Albuquerque de Pamplona Lins (Rica)   |            |            |            |
| Amanda Acosta     | Tábata Albuquerque de Pamplona Lins           |            |            |            |
| Ju Colombo        | Wal                                           |            |            |            |
| Maurício Tizumba  | Curió                                         |            |            |            |
| Octávio Mendes    | Seu Coelho                                    |            |            |            |

## Lista de episódios

### 1ª Temporada
1. A Chegada de Filó
2. A Vaca de Filó
3. Filó Desempregada
4. O Sumiço de Filó
5. Não Pago Nem Morto
6. Quem quer Dinheiro
7. A Volta de Steve Formoso
8. A Onça
9. A Folga de Filó
10. Steve Hare
11. O Sequestro
12. O Sonho da Filó
13. O Carro da Filó
14. Steve Dodói
15. Steve no Navio
16. Os Corados
17. O Cego
18. Steve Aposentado
19. O Mendigo
20. O Assessor
21. Picarent Car

### 2ª Temporada
1. O Rei Rossi
2. Uma Linda Mulher
3. Filó Vai À Luta
4. Brincadeira de Papel
5. A Galinha da Vizinha
6. Filó Marcada Para Morrer
7. Tem Caviar na Feijoada
8. Como É Gostoso O Meu Francês
9. Central Tietê
10. Filórela: A Gata Borralheira
11. O Bilhete da Loteria
12. Plumas e Pneus
13. O Destino Bate à Porta
14. Diarista de Artista
15. Filó Malhada
16. O Fantasma Alegre
17. Reveilão de Filó
18. Forró do Mineiro

### 3ª Temporada
1. A Chegada da Filó
2. Filó Sonâmbula
3. Amigo ET
4. Os Incomodados Que Se Mudem
5. Feliz Ano Novo de Novo
6. Toma Que o Filho é Teu
7. As Águas Vão secar
8. Procura-se Marlette
9. O Sorriso de Filó
10. Galo na Cabeça
11. É Deitar e Rolar
12. Promessa é Dívida
13. A Marvada
14. Carinha da Coroa
15. Dom Juan do 503
16. Concurso Simpatia
17. O Convidado
18. Beijinho Doce
19. Filó Diet
20. A Banda da Filó
21. O Bingo da Filó
22. Com Que Roupa Eu Vou?
23. Quem Casa Quer Casa
24. Sabonete das Estrelas
25. Velhos Pra Cachorro
26. O Brilhante
27. O Cofrinho de Porcelana

## Participações especiais
| Atores                    | Personagens                           | Episódios                            |
| 1ª Temporada              | 1ª Temporada                          | 1ª Temporada                         |
| ------------------------- | ------------------------------------- | ------------------------------------ |
| Celso Russomano           | Ele mesmo                             | Filó Desempregada                    |
| Giovanna Gold             | Namorada de Steve                     | Filó Desempregada                    |
| Raymundo de Souza         | Candidato a vaga de patrão de Filó    | Filó Desempregada                    |
| Zé do Caixão              |                                       | Não Pago nem Morto!                  |
| Grace Gianoukas           | Juracy                                | Não Pago nem Morto!                  |
| Cláudio Fontana           | Lixeiro                               | Não Pago nem Morto!                  |
| Serafim Gonzalez          | Fritz (Batata)                        | A Folga de Filó                      |
| Arnaud Rodrigues          | Roberto Cabos                         | O Sequestro                          |
| Sônia Lima                | Jocasta                               | O Sequestro                          |
| Ney Gonçalves Dias        | Ney Gonçalves Days                    | O Sequestro                          |
| Carlos Alberto de Nóbrega | Carlos D'Andréa                       | O Sequestro                          |
| Hebe Camargo              | Hebe do Lélio                         | O Sequestro                          |
| Carlos Massa              | Ratazana                              | O Sequestro                          |
| Vanusa                    | Van Filosofia                         | O Sequestro                          |
| Gretchen                  | Gretchen do Bumbum                    | O Sequestro                          |
| Rosanah Fienngo           | Rose Mé                               | O Sequestro                          |
| Pedro de Lara             | Pedro de Vara                         | O Sequestro                          |
| Rita Cadillac             | Rita Calhambeque                      | O Sequestro                          |
| Leão Lobo                 | Leão do Lobo                          | O Sequestro                          |
| Marquito                  | Crispino                              | O Sequestro                          |
| Sérgio Reis               | Sr. Anônimo                           | O Sonho de Filó                      |
| Maximira Figueiredo       | Dona Malvina                          | O Carro de Filó                      |
|                           | Sarita Calas                          | O Carro de Filó                      |
| Sandra de Sá              | Ela mesma                             | O Cego                               |
| Ivo Holanda               | Ele mesmo                             | O Cego                               |
| Gibe                      | Ele mesmo                             | O Cego                               |
| Beto Carrero              | Ele mesmo                             | O Mendigo                            |
| Carlos Nunes              | Bob                                   | O Assessor                           |
| Hermano Henning           | Ele mesmo                             | O Assessor                           |
| Carlos Alberto de Nóbrega | Ele mesmo                             | O Assessor                           |
| Leão Lobo                 | Ele mesmo                             | O Assessor                           |
| Sidney Magal              | Rodomiro Parchaise                    | Picarent Car                         |
| Marquito                  | Crispino                              | Picarent Car                         |
| 2ª Temporada              |                                       |                                      |
| Reginaldo Rossi           | Ele mesmo                             | O Rei Rossi                          |
| Patrícia Gasppar          | Bibi                                  | O Rei Rossi                          |
| Walmir Santana            | Neco                                  | Uma Linda Mulher                     |
| Roney Facchini            | Catraca                               | Uma Linda Mulher                     |
| Marcela Débora            | Jenifer                               | Uma Linda Mulher                     |
| Édson França              | Rogério                               | Uma Linda Mulher                     |
| Ângela Barros             | Luísa Primeira de Luxemburgo          | Uma Linda Mulher                     |
| Alexandre Régis           | Jorge                                 | A Galinha da Vizinha                 |
| Eliana Fonseca            | Fofa                                  | A Galinha da Vizinha                 |
| Rosi Campos               | Jacinta                               | Filórela: A Gata Borralheira         |
| Carla Fioroni             | Severina                              | Filórela: A Gata Borralheira         |
| Vera Mancini              | Raimunda                              | Filórela: A Gata Borralheira         |
| Eliana Fonseca            | Fada Madrinha                         | Filórela: A Gata Borralheira         |
| Falcão                    | Ele mesmo                             | Filórela: A Gata Borralheira         |
| Carlos Massa              | Ele mesmo                             | Filórela: A Gata Borralheira         |
| Ilana Kaplan              | Madame Mercedes                       | O Destino Bate à Porta               |
| Rodrigo Signoretti        | Rodrigo                               | O Destino Bate à Porta               |
| Déo Garcez                | Fred                                  | O Destino Bate à Porta               |
| Marcos Ferraz             | Aderbal                               | O Destino Bate à Porta               |
| Jair Rodrigues            | Ele mesmo                             | Diarista de Artista                  |
| Jair Oliveira             | Ele mesmo                             | Diarista de Artista                  |
| Luciana Mello             | Ela mesma                             | Diarista de Artista                  |
| Raquel Barcha             | Mara Malhada                          | Filó Malhada                         |
| Marcos Oliver             | Paulinho                              | Filó Malhada                         |
| 3ª Temporada              |                                       |                                      |
| Sérgio Rufino             | Ladrão                                | Filó Sonâmbula                       |
| Wilma de Aguiar           | Maria Odete Cantagalo e Silva         | Os Incomodados Que Se Mudem          |
| Falcão                    | Ele mesmo                             | Os Incomodados Que Se Mudem          |
| Reginaldo Rossi           | Ele mesmo                             | Feliz Ano Novo de Novo               |
| Paula Kill                | Debby                                 | Toma Que o Filho é Teu               |
| Rick & Renner             | Eles mesmos                           | As Águas Vão Secar                   |
| Elizabeth Gasper          | Morfélia da Conceição Pinto de Coelho | Procura-se Marlette Desesperadamente |
| Gretchen                  | Ela mesma                             | Procura-se Marlette Desesperadamente |
| Carlos Righetti           | Xongo                                 | O Sorriso de Filó                    |
| Mr. Jones                 | Eles mesmos                           | O Sorriso de Filó                    |
| Leonardo Cortez           | Bráulio                               | Galo na Cabeça                       |
| Beth Carvalho             | Ela mesma                             | Galo na Cabeça                       |
| Saulo Laranjeira          | Zé Roberto Qualé                      | É Deitar e Rolar                     |
| Eduardo Araújo            | Ele mesmo                             | É Deitar e Rolar                     |
| Negritude Júnior          | Eles mesmos                           | Promessa é Dívida                    |
| Carla Fioroni             | Inocência                             | A Marvada                            |
| Pepê & Neném              | Elas mesmas                           | A Marvada                            |
| Anderson Di Rizzi         | Tico                                  | Carinha da Coroa                     |
| Bárbara Paz               | Glorinha                              | Dom Juan 503                         |
| Vanessa Dantas            | Paty                                  | Dom Juan 503                         |
| Maria Mazzio              | Guerda                                | Dom Juan 503                         |
| Téo Azevedo               | Ele mesmo                             | Dom Juan 503                         |
| Mateus Carrieri           | Mestre Liu                            | O Convidado                          |
| Rubens Caribé             | Fabinho                               | Que Beijinho Doce                    |
| Sérgio Buck               | Diretor de TV                         | Que Beijinho Doce                    |
| Eliana Teruel             | Produtora de TV                       | Que Beijinho Doce                    |
| Mark Felipe               | Verdureiro                            | Filó Diet                            |
| Affonsinho                | Ele mesmo                             | Filó Diet                            |
| Maurício Walker           | Michael Jackson                       | A Banda da Filó                      |
| Gláucia Coutinho          | Firmina                               | A Banda da Filó                      |
| Mônica Horta              | Nazira                                | A Banda da Filó                      |
| Tino Gomes                | Ele mesmo                             | A Banda da Filó                      |
| José Gomes Pessoa Filho   | Sanfoneiro                            | A Banda da Filó                      |
| Roberto Rodrigues Viana   | Tecladista                            | A Banda da Filó                      |
| Pascoal da Conceição      | Raposo                                | O Bingo da Filó                      |
| Amado Batista             | Ele mesmo                             | O Bingo da Filó                      |
| Genival Lacerda           | Ele mesmo                             | Com Que Roupa Eu Vou?                |
| Jasmin Aichan             | Odalisca                              | Quem Casa Quer Casa                  |
| Wando                     | Ele mesmo                             | Quem Casa Quer Casa                  |
| Exaltasamba               | Eles mesmos                           | Sabonete das Estrelas                |
| Rita Cadillac             | Rita Calhambeque                      | Velhos Pra Cachorro                  |

- Adriane Galisteu - Olga
- Roberto Marquis - Benevites
- Eri Johnson - Tiradentes
- Ricardo Napoleão - Latinho
- Aldo César - Mordomo Ileric
- Ratinho - Seu Ratazana
- Renata Sayuri - Miku
- Simone Soares - Empregada de Steve
- Silvia Massari - Esplêndida
- Lisa Negri
- Antônio Carlos e Jocáfi
- Fernando Benini
- Heberth Bezerril
- Raimundo José

## Audiência
O programa teve um início promissor chegando a bater a TV Globo, que exibia o Você Decide. Porém com as mudanças depois da primeira temporada, incluindo a saída do diretor e do coprotagonista, o programa se estabilizou nos 14 pontos, atrás da Globo.
| Data       | SBT | Globo | Fontes |
| ---------- | --- | ----- | ------ |
| 15/04/1999 | 24  | 20    | [ 5 ]  |
| 03/06/1999 | 24  | 14    | [ 6 ]  |
| 01/07/1999 | 19  | 17    | [ 7 ]  |
| 15/07/1999 | 15  | 21    | [ 8 ]  |
| 22/07/1999 | 24  | 29    | [ 9 ]  |
| 29/07/1999 | 14  | 20    | [ 10 ] |

## Cancelamento
O programa saiu do ar em meio as reformulações da grade da emissora promovidas por Silvio Santos após a morte do então superintendente artístico do SBT Eduardo Lafon. O programa inicialmente, em 2000, mudou das quintas para as quartas. E no final do ano saiu do ar durante o esquema de férias da programação da emissora. A maioria da equipe do humorístico foi dispensada, o que teria causado um mal estar em Gorete Milagres, segundo ela devido a um problema no coração. O SBT negou que humorista tenha passado mal. O restante da equipe foi remanejada para outros programas, era cogitado que o humorístico Meu Cunhado de Moacyr Franco e Ronald Golias seria o substituto do programa, o que não veio acontecer já que a mesma foi engavetada, sendo exibida somente 4 anos mais tarde.
O programa mantinha um patamar de audiência bom para os padrões do SBT, porém o baixo faturamento e os altos custos de produção causaram o seu cancelamento. Em 2001 a renovação do programa ficou condicionada à redução dos custos de produção pela metade, R$ 35 mil por episódio, além de um patrocinador que cobrisse os custos de produção. O que resultou no fim do programa.